# Thjodolf den Hvinverske
Thjodolf den Hvinverske (Norrønt: Þjóðólfr enn hvinverski eller Þjóðólfr ór Hvini) eller Thjodolf fra Kvina var en norsk skjald hos kong Harald Hårfagre i slutningen af 800-tallet og begyndelsen af 900-tallet. Kvina er den elv, der løber ud i Fedafjorden og har givet navn til Kvinesdal.
Thjodolf var hirdskjald hos Harald Hårfager og er kendt for sit digt Ynglingatal til ære for høvding Ragnvald Heidumhære i Vestfold. Det beskrev ham som ætling af den svenske Ynglingeæt og guden Frej, også kaldt Yngve eller Yngve-Frej. Da Ragnvald sagdes at være fætter til Harald Hårfager, udtrykte digtet også noget om kongens ophav.
Snorre Sturlasson bygger næsten udelukkende Ynglingesagaen i Heimskringla på Thjodolfs Ynglingatal. Hvis de to værker skulle hædre Ragnvalds svenske forfædre, er det underligt, hvor fjollet de svenske konger omkommer: Fjolne vakler drukken omkring, til han falder i et kar mjød og drukner. Kong Sveigde anråbes af en dværg, der beder ham om at gå ind i en åbning i en sten. Sveigde går ind i den og bliver aldrig set igen. Kong Dag den Vise forstår fuglenes tale og har en spurv til at bringe sig nyheder fra hele verden; men spurven bliver dræbt af en bonde, der rammer den med en sten. Dag bliver rasende og udruster en hær, som hærger Gotland, hvor spurven blev dræbt, og hvor han selv bliver dræbt af en træl med en høtyv. Lars Lönnroth hævder i en artikel fra 1986, at Ynglingatal næppe skal at hædre Ynglingeætten, men snarere er en norsk nidvise, der gør grin med de svenske konger.
Thjodolf skildrede mange af Thors bedrifter i drottkvætt-stil. Også kampen mod Rungner.
Ved Udsigten i Kvinesdal er der rejst en statue til hans ære  afsløret i 1975 af kronprins Harald.